# WWE, Inc.
WWE, Inc. (tidligere Capitol Wrestling Corporation Ltd, Titan Sports Inc., World Wrestling Federation Entertainment, Inc. og World Wrestling Entertainment, Inc.) er en privatejet virksomhed, der primært har med wrestling at gøre, men også har store indtægter i forbindelse med film, musik og andre produkter. Hovedejeren er Vince McMahon, der også fungerer som formand og administrerende direktør. Sammen med sin kone Linda McMahon og deres datter Stephanie McMahon har familien ca. 70 % indflydelse på WWE's økonomiske interesser og 96 % af stemmerne i virksomheden. 
Virksomhedens hovedkvarter er placeret i Stamford, Connecticut med kontorer i Los Angeles, New York, Toronto og Sydney. Virksomheden har tidligere været kendt som Titan Sports og World Wrestling Federation Entertainment, Inc. WWE fokuserer på wrestling, der er en simuleret sport, der forbinder brydning med skuespil og teater. WWE er verdens største wrestlingorganisation og råder desuden over et omfattende videobibliotek, der dækker over en betydelig del af den visuelle del af wrestlinghistorien. Wrestlingorganisationen eksisterede tidligere under navnet Capitol Wrestling Corporation, der promoverede sig som World Wide Wrestling Federation (WWWF) og senere World Wrestling Federation (WWF). I 2011 blev navnet World Wrestling Entertainment simplificeret til WWE. WWE sender hver uge tv-programmerne RAW og SmackDown, der begge er blandt USA's mest sete underholdningsprogrammer, og samtidig har organisationen sit eget tv-netværk WWE Network med unikt wrestlingindhold. WWE råder desuden over WWE World Heavyweight Championship, der under skiftende navne har været en af verdens mest prestigefyldte VM-titler inden for wrestling siden 1963. 

## Historie

### Capitol Wrestling
Roderick James "Jess" McMahon var en boksepromotor, der bl.a. arrangerede en kamp i 1915 mellem Jess Willard og Jack Johnson. I 1926 startede han med at arrangere boksestævner i Madison Square Garden sammen med Tex Rickard, der hadede wrestling så meget, at han forhindrede wrestlingshows fra at blive afholdt i Madison Square Garden. 
I denne periode skabte wrestleren Joseph Raymond "Toots" Mondt en ny stil inden for wrestling, som han kaldte for Slam Bang Western Style Wrestling. Han gjorde det for at gøre sporten mere tiltrækkende for tilskuere. Han lavede derefter en wrestlingorganisation med Ed Lewis og Billy Sandow, og sammen overtalte de mange wrestlere til at skrive kontrakt med trioen. Trods meget succes gik trioen og wrestlingorganisationen i opløsning. Mondt samarbejdede i stedet for med flere andre promotorer, heriblandt Jack Curley i New York. Da Curley lå for døden flyttede Mondt til New York og overtog. Her arbejdede han sammen med en række bookere, heriblandt Jess McMahon.
Sammen dannede Roderick McMahon og Raymond Mondt wrestlingorganisationen Capitol Wrestling Corporation (CWC). CWC sluttede sig til National Wrestling Alliance (NWA) i 1953. Samme år kom Jess McMahons søn, Vincent J. McMahon, ind i organisationen for at overtage sin fars arbejde. Vincent J. McMahon og Mondt opnåede meget succes, og inden for kort tid kontrollerede de 70 % af NWA's kampe, fordi de dominerede i den tætbefolkede region i den nordøstlige del af USA.

### World Wide Wrestling Federation
NWA anerkendte en ubestridt verdensmester, der rejste mellem de enkelte wrestlingorganisationer i NWA og forsvarede NWA's VM-titel (NWA World Heavyweight Championship). I 1963 var "Nature Boy" Buddy Rogers verdensmester. Resten af NWA var utilfredse med Mondt, fordi han sjældent lod Rogers wrestle uden for den nordøstlige region. Mondt og McMahon ønskede, at Rogers forblev NWA's verdensmester, men Rogers ville ikke ofre det $25.000-depositum for bæltet, som titelindehavere skulle betale for at sikre, at de ikke tog VM-bæltet med sig. Rogers tabte NWA's VM-titel til Lou Thesz i januar 1963, og det fik Mondt, MacMahon og CWC til at forlade NWA i protest. Kort efter dannede de World Wide Wrestling Federation (WWWF). 
I april 1963 blev Rogers tildelt WWWF's nye VM-titel (WWWF World Championship) efter en VM-titelturnering i Rio de Janerio, Brasilien. Måneden efter tabte han VM-titlen til Bruno Sammartino, efter at Rogers fik et hjerteanfald umiddelbart inden kampen. Det blev derfor lavet sådan, at kampen kun skulle vare ét minut. 
Mondt forlod WWWF i slutningen af 1960'erne. Selvom WWWF havde trukket sig ud af NWA, sad Vince McMahon, Sr. stadig i bestyrelsen i NWA, og der var ikke anerkendt nogen anden wrestlingorganisation i den nordøstlige del af USA. Det førte til, at flere "verdensmester mod verdensmester"-kampe blev arrangeret mellem NWA's verdensmester og WWWF's verdensmester, og de endte som regel uafgjort, så ingen ville blive indehaver af begge VM-titler. 
I marts 1979 blev WWWF til World Wrestling Federation (WWF). Ændringen var udelukkende kosmetisk, og ejerskabet og kontorpersonalet forblev uforandet i denne periode.

### World Wrestling Federation
I 1980 blev Titan Sports, Inc. grundlagt af Vincent J. McMahons søn, Vincent Kennedy McMahon. I 1982 købte Vince McMahon Capitol Wrestling Corporation fra hans far. McMahon Sr. havde fået etableret den nordøstlige del af USA som et af de mest aktive medlemmet af NWA. Han havde også for længst indset, at wrestling handlede mere om underholdning end sport. Imod sin fars ønske begyndte McMahon at udvide organisationen, og det skulle ende med fuldstændigt at revolutionere sporten. 
WWF var ikke den eneste wrestlingorganisation, der havde trukket sig ud af NWA. American Wrestling Association (AWA) havde også for længst forladt NWA, og begge organisationer havde forblevet i deres respektive regioner. Ingen af dem havde forsøgt at nedbryde det system, der havde været fundamentet i wrestlingbranchen i mere end 50 år. 
Flere promotorer blev rasende på Vince McMahon, da han begyndte at sende nogle af WWF's tv-programmer på tv-stationer over hele USA – også i regioner uden for den nordøstlige del af USA. McMahon begyndte også at sælge videobånd uden for sit område. Han brød dermed de uskrevne regler, der sagde, at man ikke måtte promovere shows uden for sin egen region. McMahon brugte ydermere de penge, som han havde tjent ind, til at lokke wrestlere, kommentatorer og andet personale fra de andre wrestlingorganisationer. Wrestlingorganisationer fra hele USA var derfor nu i direkte konkurrence med WWF. 
Pga. sin rolle som "Thunderlips" i Sylvester Stallone-filmen Rocky III, var wrestleren Hulk Hogan blevet kendt i hele USA, hvilket fik Vince McMahon til at skrive kontrakt med ham i 1983, selvom Hogan arbejdede for AWA. Derefter skrev McMahon også kontrakt med Roddy Piper, Jesse Ventura, André the Giant, Jimmy Snuka, Don Muraco, Paul Orndorff, Greg Valentine, Ricky Steamboat og The Iron Sheik. Hogan var dog uden tvivl WWF's største stjerne, og det er diskutabelt, hvorvidt WWF ville have opnået national succes uden ham. 
Trods advarsler fra sin far begyndte Vince McMahon også at turnere rundt i hele USA. Det kostede dog ham så mange penge, at han var ved at gå konkurs. McMahons, WWF's, NWA's og hele wrestlingbranchens fremtid blev sat på spil, da McMahon introducerede det banebrydende koncept WrestleMania i 1985. WrestleMania var et pay-per-view-show, som McMahon promoverede som wrestlings svar på Super Bowl. Det var et wrestlingshow, hvor årets absolut største kampe skulle finde sted. NWA havde forsøgt på noget lignende med Starrcade i 1983, men McMahon ønskede at få WWF ind i populærkulturen og reklamerede i meget højere grad over for folk uden for wrestlingbranchen. Han fik tv-stjernen Mr. T og sangstjernen Cyndi Lauper til at deltage i showet. Derudover samarbejdede han også en del med MTV, som viste nogle af WWF's tv-programmer.

#### En gylden æra
Den første udgave af WrestleMania, der blev afholdt i 1985, var en enorm succes. Denne begivenhed bliver nogle gange anset for at være starten på sportsunderholdning – set i forhold til Vince McMahons fars idé om kun wrestling. WWF opnåede i de følgende år enorm succes, og det blev kaldt den anden gyldne æra inden for wrestling. WWF introducerede Saturday Night's Main Event på tv-stationen NBC i midten af 1985, og det var første gang, at wrestling blev vist på landsdækkende tv siden 1950'erne. I 1987 producerede WWF hvad mange regner for højdepunkter i wrestlingboomet i 1980'erne – WrestleMania III.

#### Den nye generation
WWF ramte et lavpunkt i 1994, hvor Vince McMahon blev beskyldt for brug og distribution af steroider. McMahon blev frikendt, men det var et sandt mareridt for WWF offentligt. WWF tabte mange penge, og som resultat heraf måtte wrestlere og andet personale gå meget ned i løn. Det fik bl.a. managerne Bobby Heenan og Jimmy Hart til at forlade organisationen. Det fik også flere wrestlere til at forlade WWF til fordel for WWF's vigtigste konkurrent World Championship Wrestling (WCW) mellem 1993 og 1996, heriblandt Hulk Hogan og Randy Savage. I denne periode promoverede WWF sig som "The New WWF Generation" med wrestlere som Shawn Michaels, Diesel, Razor Ramon, Bret Hart og The Undertaker.

#### Monday Night Wars
I 1993 var WWF begyndt at sende et nyt ugentligt tv-program Monday Night Raw. RAW blev en kæmpe succes, og WCW iværksatte derfor deres eget ugentlige tv-program WCW Monday Nitro på præcis samme tidspunkt mandag aften som RAW. Det indledte en seerkrig (Monday Night Wars) mandag aften mellem de to wrestling-programmer, og begge programmer vandt skiftevis seerkrigen fra aften til aften indtil midten af 1996. På dette tidspunkt indledte WCW en næsten to år lang sejrsrække, fordi WCW Monday Nitro opnåede kæmpe succes med New World Order (nWo), der var en gruppe wrestlere i WCW bestående af de tidligere WWF-stjerner Hollywood Hogan (Hulk Hogan), Kevin Nash (Diesel) og Scott Hall (Razor Ramon). 
De fejder og typer af wrestlingkampe, der begyndte at blive brugt i midten af 1990'erne, startede en ny æra inden for wrestling. Wrestlingfans begyndte at foretrække at heppe på heel-wrestleren ("den onde") i stedet for face-wrestleren ("den gode"). Det fik WWF til at ændre attitude til en mere gadekampsagtig form for wrestling. Trods ændringerne blev disse år de dårligste år økonomisk set for WWF, og WCW overtog rollen som verdens største wrestlingorganisation for en kort periode. I 1996 og 1997 tabte WWF desuden også mange af organisationens største stjerner til WCW, heriblandt Razor Ramon (Scott Hall), Diesel (Kevin Nash), Psycho Sid (Sid Eudy), Alundra Blayze (Debra Miceli) og Rick Rude. WWF erstattede dem med tidligere WCW-wrestlere, som fx Vader (Leon White), Steve Austin, Brian Pillman, Mankind (Mick Foley) og Farooq (Ron Simmons). WCW's vicepræsident Eric Bischoff ydmygede offentligt WWF og kritiserede organisationen for at hyre tidligere WCW-wrestlere. Bischoff pralede også med, at WWF's wrestlere skrev kontrakt med WCW, fordi de kunne få en højere løn i WCW. De intensiverede Monday Night Wars, og WWF kæmpede for at få sine seere tilbage. 
McMahon bar sig ad med at beholde Bret Hart i WWF, selvom Hart blev tilbudt en fordelagtig kontrakt af WCW. Hart indledte en fejde med Steve Austin i WWF. Austin blev WWF's nye superstjerne, efter at han havde vundet WWF's King of the Ring-turnering i 1996. Hart besejrede Austin ved WrestleMania 13 i 1997 i en populær kampe, og kampen blev et symbol på den nye ændring i WWF's image. Fans tiljublede Austin, selvom det var Bret Hart, der skulle være den mest populære (face-wrestler). I oktober 1997 blev Bret Hart snydt af Vince McMahon for WWF's VM-titel i en VM-titelkamp mod Shawn Michaels i en episode, der er kendt som Montreal Screwjob. Bret Hart havde langt om længe skrevet kontrakt med WCW, men han var stadig WWF's verdensmester. For at sikre at Bret Hart ikke tog VM-bæltet med til WCW, snød Vince McMahon ham i VM-titelkampen. Fans begyndte straks at hade McMahon, og det hjalp samtidig WWF ind i en periode inden for wrestling kendt som "The Attitude Era".

#### The Attitude Era
Fra og med januar 1998 begyndte WWF at sende mere vold, flere skældsord og vildere handlingsforløb i et forsøg på at konkurrere med WCW, der havde overtaget rollen som den førende wrestlingorganisation i verden. Efter Bret Hart forlod WWF efter Montreal Screwjob, brugte Vince McMahon den voldsomme reaktion, der opstod umiddelbart efter, til at lave rollen som Mr. McMahon – en diktatorisk og barsk hersker, der favoritiserede heel-wrestlere, der var gode for forretningen, frem for face-wrestlere, som fx Steve Austin. Det førte til en fejde mellem Mr. McMahon og Steve Austin, hvilket, sammen med D-Generation X, officielt ledte WWF ind i The Attitude Era. Adskillige nye wrestlere kom til WWF i denne periode, heriblandt Chris Jericho, Chris Benoit, Eddie Guerrero, Perry Saturn, Dean Malenko og den olympiske guldvinder fra 1996 Kurt Angle, mens andre wrestlere startede forfra med et nyt navn, fx The Rock (tidligere Rocky Malvia) og Mick Foley (tidligere Mankind, Cactus Jack og Dude Love), og de var i stand til konkurrere blandt WWF's bedste wrestlere. The Attitude Era havde desuden mange flere brutale kampe ofte med nogle betingelser inkluderet, fx Hell in a Cell match, og det fik seertallene til at stige.

#### Fremskridt
I 1999 begyndte WWF at sende et nyt ugentlige tv-program SmackDown!. Det var WWF's svar på WCW's Thunder og blev sendt hver torsdag. Grundet WWF's succes i The Attitude Era blev WWF's moderselskab Titan Sports (der i mellemtiden var blevet omdøbt til World Wrestling Federation Entertainment, Inc.) til et aktieselskab. WWF annoncerede samtidig, at organisationen ville til at starte en natklub, producere film og udgive bøger. I 2000 blev XFL, en ny liga for amerikansk fodbold, startet op sammen med tv-stationen NBC, og den fik sin debut i 2001. Trods en god start med høje seertal blev det dog ikke nogen succes, og NBC droppede XLF efter kun én sæson.

#### Anskaffelse af WCW og ECW
For WWF betød The Attutide Era, at Monday Night Wars blev vundet til deres fordel. Efter Time Warner fusionerede med AOL, blev Ted Turners magt over WCW betydeligt reduceret, og det blev besluttet, at WCW skulle fjernes fra firmaets sendeflader. I marts 2001 blev WCW købt af WWF Entertainment, Inc. for ca. syv millioner dollars. Efter købet var WWF igen verdens største wrestlingorganisation, og den eneste i Nordamerika med verdensomspændende eksponering. Det forblev sådan indtil Total Nonstop Action Wrestling (TNA) blev startet op i 2002. I 2003 blev Extreme Championship Wrestling (ECW), der havde indgivet konkursbegæring i april 2001, desuden også købt. 

#### Navnestrid
I 2000 blev World Wrestling Federation sagsøgt af miljøorganisationen Verdensnaturfonden, der også brugte initialerne WWF. Verdensnaturfonden fik ret i, at Titan Sports havde brudt en aftale fra 1994, der havde givet dem lov til at bruge initialerne uden for USA. Begge organisationer havde brugt initialerne siden marts 1979. I maj 2002 begyndte WWF lige så stille at gøre brug af forkortelsen WWE (World Wrestling Entertainment), og organisationen ændrede også sin website-adresse til WWE.com. WWE blev også nødsaget til at fjerne WWF fra fx dvd-udgivelser.

### World Wrestling Entertainment

#### Brand extension
I marts 2002, ca. to måneder inden navneforandringen, besluttede WWE at oprette to separate brands, RAW og SmackDown!, fordi organisationen havde så mange wrestlere, efter at mange wrestlere fra WCW og ECW havde skrevet kontrakt med WWE. RAW og SmackDown! skulle have hver deres wrestlere, kommentatorer, osv., ligesom hvis de havde været hver deres wrestlingorganisation. Denne opdeling blev kaldt WWE Brand Extension. Derudover afholder WWE et Draft Lottery hvert år, hvor de enkelte brands udveksler wrestlere og andet personale. Fra 2006 til 2010 havde WWE også et tredje brand, ECW. WWE Brand Extension betød også, at WWE etablerede endnu en VM-titel i form af WWE's World Heavyweight Championship, der komplementerede WWE Championship. VM-titlerne blev forenet i december 2013 under det nye navn WWE World Heavyweight Championship, og kampen om WWE's ubestridte VM-titel markerede endeligt enden på WWE Brand Extension, der langsomt var blevet udfaset i årene op til kampen. 

#### Nye tv-stationer
Efter fem år på TNN (nu Spike TV) vendte WWE's RAW tilbage på USA Network. I 2006 fik WWE desuden muligheden for at genoplive tv-programmet Saturday Night's Main Event efter 13 års pause på NBC, hvilket gav WWE en kæmpe mulighed for at promovere wrestling på landsdækkende tv. Saturday Night's Main Event bliver sendt med jævne mellemrum som speciel tv-serie. 

#### ECW og NXT
I maj 2006 valgte WWE at genopstarte Extreme Championship Wrestling (ECW) som et tredje brand. Det nye ugentlige tv-program ECW blev sendt om tirsdagen. I 2008 begyndte WWE desuden at sende alle deres tv-programmer i HD. I november 2008 introducerede WWE et nyt socialt netværk på organisationens hjemmeside, som den kalder WWE Universe. Det startede i april 2008 som WWE Fan Nation, og på samme måde som fx MySpace er det muligt at lave blogs og skrive i forskellige fora. ECW-brandet mistede dog hurtigt interessen, og i 2010 valgte WWE at droppe brandet helt. I stedet for sender WWE om tirsdagen tv-programmet WWE NXT, hvor nye wrestlere forsøger at slå igennem og få en kontrakt ved ét af WWE to tilbageværende brands – RAW og SmackDown.

### WWE

#### Ny forretningsmodel og WWE Network
I april 2011 skiftede "World Wrestling Entertainment" igen navn, da man valgte at simplificere navnet til "WWE". Ændringen reflekterede samtidigt, at WWE forsøger at udvide på globalt plan, hvor man vil bevæge sig væk fra ringen og mere over imod underholdning og sætte mere fokus på underholdning, liveshows og filmproduktion. WWE meddelte, at den nye forretningsmodel var sat i værk med tv-programmet WWE Tough Enough, som er et program, der ikke har et manuskript (i modsætning til wrestling).
I efteråret 2011 offentliggjorde WWE, at organisationen starter sin egen tv-station i 2012. På WWE Network vil der blive vist en lang række nye wrestling-relaterede tv-programmer, og formentlig vil WWE også flytte sine nuværende tv-programmer, heriblandt RAW og SmackDown til WWE Network, ligesom flere af WWE's månedlige pay-per-view-shows også vil blive vist på kanalen. De fire store pay-per-view-shows – Royal Rumble, WrestleMania, SummerSlam og Survivor Series – vil dog sandsynligvis fortsætte som betalings-tv.
I 2014 blev WWE Network endelig lanceret i USA, men som en online streamingtjeneste med en masse video-on-demand-indhold i stil med TV 2 Play. For et månedligt beløb på 10 amerikanske dollar kan brugerne få adgang til samtlige WWE's pay-per-view-shows (også WrestleMania) og de ugentlige tv-program RAW, SmackDown og NXT, samt en række nye dokumentarprogrammer om WWE. 

#### Brand extension vender tilbage
Den 25. maj, 2016 annoncerede WWE at Brand extension ville vende tilbage til og at et draft ville ske på SmackDown Live, på dens først live udsendelse som var den 19 Juli, 2016. Battleground blev det sidste PPV før Brand extension kom i fuld udblæsning.

## Brands og tv-programmer
I World Wrestling Entertainment eksisterede mellem 2002 og 2013 to brands, som hver havde deres (VM-)titler, wrestlere, kommentatorer, dommere, osv. De to brands fungerede samtidig som WWE's primære tv-programmer. Hver måned producerer WWE månedlige pay-per-view-shows, som fx Royal Rumble og WrestleMania, og wrestlere fra begge brands optræder på WWE's pay-per-view-shows. Mellem 2003 og 2007 var der enkelte shows, der var forbeholdt ét specifikt brand. Derudover har WWE en række andre tv-programmer som fx WWE NXT, Saturday Night's Main Event, etc. 
Fra 2006 til 2010 eksisterede ECW som WWE's tredje brand i stil med med RAW og SmackDown. ECW blev dog lukket ned, og i årene efter fasede WWE langsomt de to brands ud, således organisation ikke er opdelt. Wrestlerne kan nu optræde frit på både RAW og SmackDown. Indtil 2013 havde WWE fortsat to forskellige VM-titler, men de blev forenet i december 2013 i en kamp mellem Randy Orton og John Cena. I 2016 fik de 2 brands, hver deres roster af wrestlers og derved også hver deres titler. Med dette skift gik SmackDown fra at blive optaget og sendt efterfølgende til at være live som RAW. 

### Tv-programmer
- RAW (sendes live mandag aften)
- SmackDown Live (sendes live tirsdag aften)

## Pay-per-view-shows
Siden 2010 har World Wrestling Entertainment afholdt 13 pay-per-view-shows fordelt over hele året med 3-5 ugers mellemrum. "The Big Four" ("De fire store") er et navn givet til de fire shows, der har været med hvert år siden slutningen af 1980'erne, hvor WWE begyndte at producere de første pay-per-view-shows, og det inkluderer Royal Rumble, WrestleMania, SummerSlam og Survivor Series.
WrestleMania var WWE's første pay-per-view-show, og det blev afholdt første gang i 1985. Succesen fra WrestleMania førte til, at WWE begyndte at afholde flere shows om året, og antallet af shows begyndte derfor langsomt at vokse. Survivor Series blev afholdt første gang i november 1987, Royal Rumble fik sin debut to måneder senere i januar 1988, og SummerSlam blev holdt første gang i sommeren 1988. De fire shows var WWE's eneste indtil 1993, da King of the Ring-turneringen blev gjort til et show for sig selv. Fra maj 1995 begyndte WWE at sende nye pay-per-view-shows under navnet In Your House i de måneder, hvor der ikke andre shows. I slutningen af 1990'erne havde WWE et show hver måned, og det blev forøget til 16 i 2006. Siden 2008 har WWE dog i stedet for begrænset antallet af shows: I 2010 og 2011 var der 13 om året, og siden 2012 har der været planlagt 12. I 2015 rykkede WWE tilbage til 13 PPV's om året.

### Aktive titler
Regerende mester pr. 24. August, 2016

#### SmackDown Live
| Titel                               | Regerende mester | Reign | Dato vundet        | Antal Dage | Event             | Tidligere mester | Notes                                                                |
| ----------------------------------- | ---------------- | ----- | ------------------ | ---------- | ----------------- | ---------------- | -------------------------------------------------------------------- |
| WWE World Championship              | Dean Ambrose     | 1     | Juni 19, 2016      | 66+        | Money in the Bank | Seth Rollins     | Money in the Bank Cash-In efter Seth Rollins vandt over Roman Reigns |
| WWE Intercontinental Championship   | The Miz          | 5     | April 4, 2016      | 142+       | Monday Night Raw  | Zack Ryder       |                                                                      |
| WWE Smackdown Women's Championship  | Vacant           | -     | September 11, 2016 | -          | Backlash          |                  |                                                                      |
| WWE Smackdown Tag Team Championship | Vacant           | -     | September 11, 2016 | -          | Backlash          |                  |                                                                      |

#### Raw
| Titel                          | Regerende mester | Reign | Dato vundet     | Antal Dage | Event            | Tidligere mester       | Notes |
| ------------------------------ | ---------------- | ----- | --------------- | ---------- | ---------------- | ---------------------- | --- |
| WWE Universal Championship     | Vacant           | -     | August 21, 2016 | -          | Monday Night Raw | Finn Balór             | Finn Balór opgiver mesterskabet, da han er blevet skadet efter kampen mod Seth Rollins om WWE Universal Championship og kan derfor ikke længere beskytte sin titel. Ny mester bliver fundet på Monday Night Raw. |
| WWE United States Championship | Rusev            | 2     | Maj 22, 2016    | 94+        | Extreme Rules    | Kalisto                | |
| WWE Tag Team Championship      | The New Day      | 2     | August 23, 2015 | 367+       | Summerslam       | The Prime Time Players | Titlen er delt mellem 3 medlemmer, da Xavier Woods bliver også godkendt som Mester ved hjælp af The Freebird Rule                                                                                                |
| WWE Women's Championship       | Charlotte        | 2     | 25. Juli, 2016  | 3+         | Summerslam       | Sasha Banks            | |

### Aktive titler i NXT
| Titel                     | Regerende mester  | Reign | Dato vundet    | Antal Dage | Event                     | Tidligere mester |
| ------------------------- | ----------------- | ----- | -------------- | ---------- | ------------------------- | ---------------- |
| NXT Championship          | Shinsuke Nakamura | 1     | April 21, 2016 | 4+         | NXT Takeover: Brooklyn II | Samoa Joe        |
| NXT Women's Championship  | Asuka             | 1     | April 1, 2016  | 145+       | NXT Takeover: Dallas      | Bayley           |
| NXT Tag Team Championship | The Revival       | 2     | Juni 8, 2016   | 77+        | NXT Takeover: The End     | American Alpha   |

### Andre Præstationer i WWE
| Præstation                      | Seneste Vinder  | Dato            | Event             | Tidligere Vinder | Notes                                                                                          |
| ------------------------------- | --------------- | --------------- | ----------------- | ---------------- | ---------------------------------------------------------------------------------------------- |
| Royal Rumble                    | Triple H        | Januar 24, 2016 | Royal Rumble      | Roman Reigns     | Var for WWE Championship i stedet for en kamp mod verdensmesteren til Wrestlemania for titlen. |
| Money In The Bank               | Dean Ambrose    | Juni 19, 2016   | Money In The Bank | Sheamus          |                                                                                                |
| King Of The Ring                | Bad News Barret | April 28, 2015  | King Of The Ring  | Sheamus          |                                                                                                |
| André the Giant Memorial Trophy | Baron Corbin    | April 3, 2016   | Wrestlemania      | Big Show         |                                                                                                |

### Inaktive titler
- WWE Divas Championship (2008-2016)
- World Heavyweight Championship (WWE) (2002-2013)
- WWE Women's Championship (1971-2010)
- ECW Championship (2006-2010)
- WWE World Tag Team Championship (2002-2009)
- WWE Cruiserweight Championship (1991-2007)
- WWE Hardcore Championship (1998-2002)
- WWE European Championship (1997-2002)
- WCW/World Championship (2001)
- WCW World Tag Team Championship (2001)
- WWF Light Heavyweight Championship (1981-2001)
- Million Dollar Championship (1989-1992, 1995-1996)
- WWF Intercontinental Tag Team Championship (1991)
- WWF Women's Tag Team Championship (1983-1989)
- WWF Canadian Championship (1985-1986)
- WWF International Heavyweight Championship (1959-1963, 1982-1985)
- WWF Junior Heavyweight Championship (1967-1985)
- WWF International Tag Team Championship (1969-1985)
- WWF World Martial Arts Heavyweight Championship (1978-1985)
- WWF North American Heavyweight Championship (1979-1981)
- WWWF United States Championship (1970-1975)
- WWWF United States Tag Team Championship (1963-1967)